# Pleuraphodius rothschildi
Pleuraphodius rothschildi är en skalbaggsart som beskrevs av Schmidt 1911. Pleuraphodius rothschildi ingår i släktet Pleuraphodius och familjen Aphodiidae. Inga underarter finns listade i Catalogue of Life.